# Petaurillus hosei
Petaurillus hosei — вид гризунів родини Sciuridae. Його назвали на честь зоолога Чарльза Хоса.
Він ендемічний для північного Борнео, де він відомий як з північно-східного Саравака, так і з Сабаху (Малайзія), а також з Брунею. Він деревний і нічний, і, ймовірно, віддає перевагу високим діптерокарповим рівнинним лісам, де гніздиться в дуплах дерев.

## Морфологічні особливості
Він досягає довжини голови та тіла приблизно від восьми до дев'яти сантиметрів і має хвіст приблизно такої ж довжини. Вага близько 30 грамів. Колір спини темно-коричневий, черевна сторона біла, а хвіст від сірого до темно-сірого, іноді з білим кінчиком. Як і всі Pteromyini, вид має волохату ковзну шкіру, яка з'єднує зап'ястя та щиколотки, і розширена шкірною складкою між задніми лапами та основою хвоста. Ковзна шкіра м'язиста та укріплена на краю; її можна відповідно натягувати та розслабляти, щоб контролювати напрямок ковзання.
Спосіб життя
Даних про спосіб життя практично немає. Веде суто деревний і нічний спосіб життя, спостереження рідкісні. Вид, ймовірно, віддає перевагу високим рівнинним лісам, які складаються з фруктових дерев Dipterocarpus.